# Travis Mathews
Travis Mathews (nacido en 1975) es un director de cine independiente estadounidense.

## Carrera
A partir de 2009, produjo una serie web, In Their Room.
Su corto de 2010 I Want Your Love se considera un ejemplo de «porno gay arty».
Codirigió con James Franco la docuficción sobre BDSM gay Interior. Leather Bar, el cual se presentó en el Festival de Cine de Sundance 2013.
Su película Discreet fue nominada al Premio Teddy a la Mejor Película en la Berlinale 2017.
En mayo de 2017, Mathews presidió el jurado para otorgar el Queer Palm que se entrega durante el Festival de Cine de Cannes a producciones de temática LGBT.

## Filmografía
- 2009 : In Their Room
- 2010 : I Want Your Love (cortometraje)
- 2011 : In Their Room: Berlin
- 2012 : I Want Your Love
- 2013 : Interior. Leather Bar. correalizado con James Franco
- 2013 : In Their Room: London
- 2017 : Discreet

## Vida privada
Travis Mathews es abiertamente gay y vive y trabaja en San Francisco, California.